# Fiołkowa dolina
Fiołkowa dolina (tur. Menekşeli Vadi) – opowiadanie tureckiego pisarza Saita Faika Abasıyanıka, opublikowane w 1947 roku na łamach czasopisma Yenigün. Opowiadanie to znalazło się następnie w wydanym w 1948 r. tomie Lüzumsuz Adam. 
Na motywach opowiadania Ömer Lütfi Akad wyreżyserował w 1968 r. film pt. Vesikalı Yarim.

## Treść
Narrator opowiadania przedstawia portret swojego przyjaciela, Bayrama, niegdyś handlarza migdałami, dziś przesiadującego w winiarni i przepijającego zarobek. Pewnego dnia Bayram zaprasza narratora, by z nim usiadł i opowiada, że przed laty opuścił dom rodzinny, żonę i małe dzieci i mając pieniądze ze sprzedaży migdałów żył rozrzutnie z kochanką z dala od rodziny. Kompletnie pijany, Bayram prosi narratora o to, by odprowadził go do domu i do opuszczonej rodziny. Na miejscu zostają przywitani bez jednego słowa, otrzymują posiłek i posłanie. Następnego dnia narrator odkrywa, że z okna domu rodzinnego Bayrama rozpościera się widok na ogród oraz dolinę porośniętą fiołkami.
Opowiadanie to przełożyła na język polski Lucyna Antonowicz-Bauer i zostało ono opublikowane dwukrotnie: w tomie Rajski statek. Antologia opowiadań tureckich, opracowanym przez Tadeusza Majdę, Warszawa 1976 oraz w tomie opowiadań Abasıyanıka pt. Tureckie opowieści morskie, Wilno 2004.